# 趙暁嵐
趙 暁嵐（ちょう ぎょうらん、1953年6月3日 - ）は、中華人民共和国の古典文学研究者。現職は湖南師範大学の教授、博士課程の指導者。

## 経歴
1953年6月3日、湖南省長沙市で生まれる。1970年に長沙市第一中学卒業と同時に同校の教職員となった。1985年湖南師範大学に古代文学の研究で修士の学位取得。2001年華東師範大学にて文学博士の学位取得。復旦大学で博士研究員した。2003年現在、趙暁嵐は母校の湖南師範大学で教授を務めている。2008年、中国中央テレビの番組「百家講壇」で『南唐後主李煜』『金戈鉄馬辛棄疾』というシリーズレクチャーを行った。

## 著述
- 金戈鉄馬辛棄疾. 北京市: 人民文学出版社. (2010). ISBN 9787020079858
- 趙暁嵐説李煜. 北京市: 人民文学出版社. (2009). ISBN 9787020069361
- 中国古典文献学研究. 湖南省長沙市: 湖南師範大学出版社. (2005). ISBN 9787810815161
- 姜夔與南宋文化. 北京市: 学苑出版社. (2001). ISBN 9787800600265
- 趙暁嵐; 鄧喬彬 (2001). 学者聞一多. 北京市: 学林出版社. ISBN 9787806680322